# Anii 2090
Anii 2090 reprezintă un deceniu care va începe la 1 ianuarie 2090 și se va încheia la 31 decembrie 2099.